# Eduardo Saverin
Eduardo Luiz Saverin (pronunție în portugheză [eduˈaɾdu luˈis ˈsaveɾĩ]) este un om de afaceri și investitor brazilian. Saverin este unul dintre cei cinci cofondatori ai rețelei de socializare Facebook, împreună cu Mark Zuckerberg, Dustin Moskovitz, Chris Hughes și Andrew McCollum. Din 2012 el deține mai puțin de 5% din acțiunile Facebook și are o avere estimată la 5 miliarde USD, conform revistei Forbes. A investit de asemenea în proiecte precum Qwiki și Jumio.

## Biografie
Eduardo Saverin s-a născut pe 19 martie 1982 în São Paulo, Brazilia, într-o familie bogată de evrei brazilieni, care mai târziu s-a mutat în Rio de Janeiro. Tatăl său a fost un industriaș care a avut afaceri în domenii precum exportul, industria textilă, transportul maritim și imobiliare. Bunicul său, Eugen Severin, a fost de origine română, și fondatorul lanțurilor de magazine TipTop din São Paulo